# Adriana Hölszky
Adriana Hölszky (* 30. Juni 1953 in Bukarest, Rumänien) ist eine Komponistin und Pianistin rumänisch-deutscher Herkunft.

## Leben
In den Jahren zwischen 1959 und 1969 erhielt Adriana Hölszky Klavierunterricht bei Olga Roșca-Berdan am Musiklyzeum in Bukarest. 1972 begann sie ein Kompositionsstudium bei Ștefan Niculescu mit Schwerpunkt Klavier am Konservatorium „Ciprian Porumbeseu“ in Bukarest. Im Jahr 1976 übersiedelte sie mit ihrer Familie nach Deutschland. Hier setzte sie ihre Studien weiter fort: zwischen 1977 und 1980 studierte sie Komposition an der Musikhochschule Stuttgart bei Milko Kelemen, daneben Klavier – Kammermusik bei Günter Louegk. Gleichzeitig konzertierte sie als Pianistin des von Antonio Janigro gegründeten Lipatti Trios zusammen mit ihrer Zwillingsschwester Monika Hölszky-Wiedemann und der Cellistin Hertha Rosa-Herseni.
1977 und 1978 nahm sie an der Internationalen Sommerakademie Mozarteum Salzburg, zwischen 1978 und 1984 regelmäßig an den Darmstädter Ferienkursen für Neue Musik teil. 1980 erhielt sie einen Lehrauftrag und von 1993 bis 1996 eine Dozentur an der Hochschule für Musik und Darstellende Kunst Stuttgart, 1983 ein Stipendium der Kunststiftung Baden-Württemberg. 1986 nahm sie erstmals am Komponistenforum der Darmstädter Ferienkurse für Neue Musik teil. 1987 war sie Stipendiatin des Kultusministeriums Niedersachsen. 1992 nahm sie an Kompositionsseminaren in Tokio und Kyōto sowie am IRCAM (Paris) teil. Die steigende internationale Bekanntheit spiegelte sich in drei Portraitkonzerten in Athen, Thessaloniki und Boston im Jahr 1993. 1996 war Adriana Hölszky Dozentin für Komposition beim Festival „Time of Music“ in Viitasaari (Finnland). Zwischen 1997 und 2000 war Adriana Hölszky Professorin für Komposition an der Hochschule für Musik und Theater Rostock, von 2000 bis 2013 hatte sie eine ordentliche Professur für Komposition am Mozarteum in Salzburg. Seit 2002 ist sie Mitglied der Akademie der Künste in Berlin und seit 2003 Mitglied der Bayerischen Akademie der Schönen Künste München.

## Auszeichnungen
- 1978 Preis beim Internationalen Kammermusikwettbewerb in Florence
- 1979 1. Preis des Valentino Bucchi Kompositionswettbewerbs in Rom
- 1980 Preis beim Internationalen Kammermusikwettbewerb in Colmar (Frankreich)
- 1981 Gaudeamus-Preis, Bilthoven (Niederlande)
- 1982 Max-Deutsch-Preis Paris, Preis der Stadt Stuttgart, Kompositionspreis der Stiftung Ostdeutscher Kulturrat
- 1985 1. Preis Ensemblia-Kompositionswettbewerb, Mönchengladbach
- 1985 Johann-Wenzel-Stamitz-Preis, GEDOK Preis Mannheim
- 1988 Preis der Stadt Stuttgart
- 1989 1. Preis beim GEDOK Internationalen Kompositionswettbewerb
- 1990 Künstlerinnenpreis Heidelberg und Schneider-Schott-Musikpreis Mainz
- 1991 Rom-Preis der Villa Massimo
- 2003 Bach-Preis der Freien und Hansestadt Hamburg
- 2011 Preis der Christoph-und-Stephan-Kaske-Stiftung
- 2015 Deutscher Musikautorenpreis in der Kategorie Komposition Orchester
- 2019 Louis Spohr Musikpreis Braunschweig

## Werke
- Klaviersonate, 1975
- Streichquartett, 1975
- Constellation für Orchester, 1975–76
- Monolog für Frauenstimme und Pauken, 1977
- …es kamen schwarze Vögel für 5 Frauenstimmen und Schlagzeug, 1978
- Il était un homme rouge für 12 Stimmen, 1978
- Kommentar für Lauren für Sopran, 8 Bläser und Pauken, 1978
- Space für 4 Orchestergruppen, 1979–80
- Omnion für Tonband, 1980
- Questions I für Sopran, Bariton, Violine, Violoncello und Klavier, 1980
- Questions II für Sopran, Bariton, Violine, Violoncello, Piccoloflöte, Gitarre und Klavier, 1981
- Flux-re-Flux für Altsaxophon, 1981–83
- Innere Welten I für Streichtrio, 1981
- Innere Welten II für Streichquartett, 1981–82
- Arkaden für 2 Flöten und Streichquartett, 1982
- Intarsien I für Flöte, Violine und Klavier, 1982
- Decorum für Cembalo, 1982–83
- Intarsien II für Flöte, Violine, Cembalo und Klavier, 1982–83
- Intarsien III für Flöte, Violine, 2 Klaviere, 1982–83
- Controversia für 2 Flöten, 2 Oboen und Violine, 1983
- Erewhon für 14 Instrumente, 1984
- Klangwerfer für 12 Streicher, 1984–85
- New Erewhon für Ensemble, 1984–85/90
- Requisiten für 9 Instrumente, 1985
- …und wieder Dunkel I für Pauken und Klavier, 1985/90
- …und wieder Dunkel II für Pauken und Orgel, 1986
- Immer schweigender für vier Chöre, 1986
- Hörfenster für Franz Liszt für Klavier, 1986–87
- Bremer Freiheit. Singwerk auf ein Frauenleben, Oper 1987, Libretto: Thomas Körner (nach dem gleichnamigen Stück von Rainer Werner Fassbinder). UA am 4. Juni 1988 München (1. Münchener Biennale; Gasteig, Carl Orff-Saal; Regie: Christian Kohlmann; Bühne und Kostüme: Birgit Angele; Ensemble Avance; Dirigent: András Hamary)
- Fragmente aus ‘Bremer Freiheit’ für Akkordeon, Cymbalon und Pauken, 1988
- Hängebrücken – Streichquartett ’an Schubert’, zwei Streichquartette, die simultan als Oktett gespielt werden können, 1989–90
- Jagt die Wölfe zurück für 6 Schlagzeuger, 1989–90
- Karawane – Reflexion über den Wanderklang für 12 Pauken, 1989–90
- Flöten des Lichts, ‘Flächenspiel’ für Frauenstimme, 5 Bläser und andere Instrumente ad lib., 1989–90
- Message (E. Ionesco), für Mezzosopran, Bariton, Sprecher und Elektronik, 1990
- Lichtflug für Violine, Flöte und Orchester, 1990
- Segmente I (für sieben Klangzentren) für Piccoloflöte, Euphonium, Kontrabass, Klavier, Cymbalom, Akkordeon und Schlagzeug, 1991–92
- Segmente II für Klavier und Schlagzeug, 1992
- Segmente III für Oboe, Kontrabass und Akkordeon, 1992
- Miserere für Akkordeon, 1992
- Klangwaben 1 für Violine, 1993
- WeltenEnden für 4 Blechbläser, 1993
- A due – Wellenstudie für 2 Klarinetten, 1993
- Gemälde eines Erschlagenen (J.M.R. Lenz) für 72-stimmigen Chor, 1993
- An die Nacht für Orchester, 1994/2001
- Die Wände, Oper 1993–95. Libretto: Thomas Körner (nach dem Stück Les Paravents von Jean Genet). UA am 20. Mai 1995 Wien (Theater an der Wien; Regie: Hans Neuenfels; Dirigent: Ulf Schirmer)
- Cargo für Orchester, 1995
- Arena für Orchester, 1995
- Qui audit me für Altflöte, Viola, Gitarre und Sprecher (ad lib.), 1996
- Tragoedia – der unsichtbare Raum Musiktheater (ohne Stimmen) für Ensemble, Tonband und Live-Elektronik, 1996–97. Libretto: Thomas Körner. UA 1997 Bonn (Kunst- und Ausstellungshalle der Bundesrepublik Deutschland)
- Wolke und Mond für Akkordeon und Violoncello, 1996/2006
- Avance Impulsions mécaniques für Klarinette, Euphonium, Violoncello und Klavier, 1997
- Und ich sah wie ein gläsernes Meer, mit Feuer gemischt… für Orgel, 1997
- Der Aufstieg der Titanic. OpeRatte Musiktheater, 1997. Auftragswerk des Steirischen Herbst. UA am 26. September 1997 Graz (Musikalische Leitung und Regie: Dietburg Spohr)
- Spin 2 für Violine und Keyboard, 1998
- High Way für Akkordeon und 19 Instrumente, 1998–99
- Klaviatur der Mythen für 6 Schlagzeuger, Streichorchester, 1999
- Giuseppe e Sylvia, Oper, 1999–2000. Libretto: Hans Neuenfels. UA am 17. November 2000 Stuttgart (Staatsoper; Regie: Hans Neuenfels; Bühnenbild: Reinhard von der Thannen; Dirigent: Johannes Kalitzke)
- High Way für Akkordeon und Ensemble, 1999/2003
- on the other side für 3 Solisten und Orchester, 2000
- High Way for One für Akkordeon, 2000
- Traumlied für Schlagzeug, 2000
- Maske und Farbe für Bariton (Mezzosopran) und Klavier, 2000, Text: Michael Krüger
- Umsphinxt… Ein Rätsel für Raubvögel, Text nach Friedrich Nietzsches 'Die Wüste wächst' für 48stg Chor, 2000–01, Text: Friedrich Nietzsche
- On the other side für Klarinette, Mundharmonika, Akkordeon und Orchester, 2000–03
- Der gute Gott von Manhattan, Oper, 2004. Libretto: Yona Kim (nach dem Hörspiel von Ingeborg Bachmann). UA am 19. Mai 2004 Schwetzingen (Rokokotheater; Radio-Sinfonieorchester Stuttgart, Dirigent: Alexander Winterson)
- Lemuren und Gespenster für Sopran, Flöte, Klarinette, Violine, Violoncello und Klavier, 2004–05
- like a bird Hommage à György Kurtág für Violine, 2006
- Flugmanöver für 2 Klarinetten und Orchester, 2006
- Dämonen für Chor und Orchester, 2006
- Snowbirds (like a bird II) Hommage à György Kurtág für Violine und Klavier, 2006
- Projektion – Hommage à Erich Hauser für Trompete solo, 2007, UA am 24. Juni 2007, Rottweil
- Countdown für Countertenor und Orchester, 2007. Text: Ver du Bois
- Gitter für Fagott, 2008, UA München ARD-Musikwettbewerb
- Hybris/Niobe – Drama für Stimmen für 6 Solisten und 32stg Chor, 2008. Libretto: Yona Kim. UA am 25. April 2008 Schwetzingen
- Efeu und Lichtfeld für Violine und Orgel, 2008, UA am 14. Oktober 2008, Salzburg
- Die Hunde des Orion für 8 Stimmen, 2010, UA: Witten, 24. April 2010
- Formicarium für 36-stimmigen Chor, 2010, UA: München, 9. Juli 2010
- Innere Welten III für Bassettklarinette und Streichquartett 1981/2014, UA: Mannheim, 4. Oktober 2014
- Piktors Verwandlungen für zwei Akkordeonisten, 2014, UA: Bad Wildbad, 18. Juli 2014
- La Dame à la Licorne, Nr. 1 für Violine, 2014, UA: Bad Wildbad, 18. Juli 2014
- DEEP FIELD. Zehn KLANGbelichtungen einer METAmorphose – Ballett, 2013, UA: Düsseldorf, 23. Mai 2014
- Böse Geister – Oper, 2013/2014, Libretto Yoga Kim (nach dem Roman „Böse Geister“ von Fjodor M. Dostojewski in der Neuübersetzung von Swetlana Geier), UA: Mannheim, 31. Mai 2014
- Figaros Arie – Fragmente für Koto und Akkordeon, 2016, UA: Mannheim, 16. Juli 2016
- EXODUS für 12 Percussionisten, 2015/2016, UA: Karlsruhe, 16. April 2016
- grenzWELTENzeitENDEN, 2016, WDR (Paul Hübner)
- Roses of Shadow – Ballett, Klangchoreographie für Sopran und 8 Instrumentalisten, 2016/2017, UA: Düsseldorf, 16. Dezember 2017
- APEIRON, Konzert für Violine und Streichorchester 2017/2018, UA: Stuttgart, „Sommer in Stuttgart“, 22. Juli 2018

## Schüler
- Carsten Hennig (* 1967)
- Olga Neuwirth (* 1968)
- Stefan Schulzki (* 1970)
- Eunyoung Esther Kim (* 1973)
- Benjamin Lang (* 1976)
- Karola Obermüller (* 1977)
- Marios Joannou Elia (* 1978)
- Sagardía (* 1978)
- Jolanta Debicka
- Hakan Ulus (* 1991)
- Martin Wistinghausen (* 1979)
- Samuel Solís-Serrano (* 1989)